# Pedicularis cheilanthifolia
Pedicularis cheilanthifolia är en snyltrotsväxtart. Pedicularis cheilanthifolia ingår i släktet spiror, och familjen snyltrotsväxter.

## Underarter
Arten delas in i följande underarter:
- P. c. cheilanthifolia
- P. c. svenhedinii
- P. c. isochila
- P. c. purpurea